# Guillaume van Marcke
Pour les articles homonymes, voir van Marcke.
Guillaume van Marcke né le 28 décembre 1999, est un joueur belge de hockey sur gazon. Il évolue au poste d'attaquant au Waterloo Ducks et avec l'équipe nationale belge.

## Carrière
Il a fait ses débuts le 26 février 2019 lors du match amical face à la Russie.